# Municipio Laja
Das Municipio Laja liegt im Departamento La Paz im Hochland des südamerikanischen Anden-Staates Bolivien.

## Lage im Nahraum
Das Municipio Laja ist eines von vier Municipios der Provinz Los Andes und liegt im südlichen Teil der Provinz. Es grenzt im Westen, Süden und Südosten an die Provinz Ingavi, im Osten an die Provinz Murillo und im Norden an das Municipio Pucarani.
Das Municipio hat 74 Ortschaften (localidades), Verwaltungssitz des Municipio ist Laja mit 876 Einwohnern im östlichen Teil des Municipios. Die größten Ortschaften im Municipio sind Puchucollo Alto mit 2461 Einwohnern, Cantapa mit 1541 Einwohnern und Callamarca mit 1027 Einwohnern (Volkszählung 2012).

## Geographie
Das Municipio Laja liegt auf einer mittleren Höhe von 3900 m südöstlich des Titicacasees auf dem bolivianischen Altiplano zwischen den Anden-Gebirgsketten der Cordillera Occidental im Westen und der Cordillera Central im Osten.
Die mittlere Jahrestemperatur der Region liegt bei 8 °C, der Jahresniederschlag beträgt 500 bis 600 mm (siehe Klimadiagramm El Alto). Die Region weist ein ausgeprägtes Tageszeitenklima auf, die Monatsdurchschnittstemperaturen schwanken nur unwesentlich zwischen 7 °C im Juli und 11 °C im Dezember. Die Monatsniederschläge liegen zwischen unter 10 mm in den Monaten Juni und Juli und nahe 100 mm von Dezember bis Februar.

## Bevölkerung
Die Einwohnerzahl des Municipio Laja ist zwischen 1992 und 2024 um mehr als das Doppelte angestiegen:
| Jahr | Einwohner | Quelle       |
| ---- | --------- | ------------ |
| 1992 | 14.653    | Volkszählung |
| 2001 | 16.311    | Volkszählung |
| 2012 | 23.673    | Volkszählung |
| 2024 | 38.612    | Volkszählung |

Das Municipio hatte bei der letzten Volkszählung von 2024 eine Bevölkerungsdichte von 54,3 Einwohnern/km². Die Lebenserwartung der Neugeborenen lag im Jahr 2001 bei 62,6 Jahren, die Säuglingssterblichkeit ist von 5,6 Prozent (1992) auf 6,2 Prozent im Jahr 2001 leicht gestiegen.
Der Alphabetisierungsgrad bei den über 19-Jährigen beträgt 71,7 Prozent, und zwar 85,5 Prozent bei Männern und 59,6 Prozent bei Frauen. (2001)
61,6 Prozent der Bevölkerung sprechen Spanisch, 97,2 Prozent sprechen Aymara, und 0,1 Prozent Quechua. (2001)
71,1 Prozent der Bevölkerung haben keinen Zugang zu Elektrizität, 72,6 Prozent leben ohne sanitäre Einrichtung. (2001)
61,8 Prozent der insgesamt 4.457 Haushalte besitzen ein Radio, 11,4 Prozent einen Fernseher, 36,3 Prozent ein Fahrrad, 0,4 Prozent ein Motorrad, 1,8 Prozent ein Auto, 0,2 Prozent einen Kühlschrank und 0,9 Prozent ein Telefon. (2001)

## Politik
Ergebnis der Regionalwahlen (concejales del municipio) vom 4. April 2010:
| Wahl- berechtigte |  | Wahl- beteiligung | gültige Stimmen |  | MAS-IPSP | ASP    | MSM    | M.P.S. | FPV   |
| ----------------- |  | ----------------- | --------------- |  | -------- | ------ | ------ | ------ | ----- |
| 7.752             |  | 7.099             | 4.149           |  | 1.600    | 1.400  | 890    | 150    | 109   |
|                   |  | 91,6 %            | 58,4 %          |  | 38,6 %   | 33,7 % | 21,5 % | 3,6 %  | 2,6 % |

Ergebnis der Regionalwahlen (elecciones de autoridades políticas) vom 7. März 2021:
| Wahl- berechtigte |  | Wahl- beteiligung | gültige Stimmen |  | MAS-IPSP | J.A.LLALLA.L.P. | VENCEREMOS | MTS    | PBCSP  | SOL.BO | FPV    |
| ----------------- |  | ----------------- | --------------- |  | -------- | --------------- | ---------- | ------ | ------ | ------ | ------ |
| 12.753            |  | 11.798            | 9.598           |  | 4.329    | 3.265           | 491        | 384    | 321    | 196    | 195    |
|                   |  | 92,51 %           | 81,35 %         |  | 45,10 %  | 34,02 %         | 5,12 %     | 4,00 % | 3,34 % | 2,04 % | 2,03 % |

## Gliederung
Das Municipio untergliederte sich bei der Volkszählung von 2012 in die folgenden acht Kantone (cantones):
- 02-1202-01 Kanton Laja – 43 Ortschaften – 13.311 Einwohner
- 02-1202-02 Kanton Collo Collo – 4 Ortschaften – 931 Einwohner
- 02-1202-03 Kanton Tambillo – 5 Ortschaften – 1.155 Einwohner
- 02-1202-04 Kanton San Juan Rosario – 2 Ortschaften – 438 Einwohner
- 02-1202-05 Kanton Villa San Juan de Satatotora – 7 Ortschaften – 987 Einwohner
- 02-1202-06 Kanton Curva Pucará – 9 Ortschaften – 4.789 Einwohner
- 02-1202-11 Kanton Capacasi – 3 Ortschaften – 1.239 Einwohner
- 02-1202-12 Kanton Cúcuta – 1 Ortschaften – 823 Einwohner

## Ortschaften im Municipio Laja
- Kanton Laja
  - Puchucollo Alto 2461 Einw. – Laja 876 Einw. – Puchucollo Bajo Sur 561 Einw. – Pochocollo Bajo 557 Einw. – Copajira 552 Einw. – Quellani 241 Einw.

- Kanton Collo Collo
  - Collo Collo 317 Einw.

- Kanton Tambillo
  - Tambillo 711 Einw.

- Kanton San Juan Rosario
  - Calería 382 Einw.

- Kanton Villa San Juan de Satatotora
  - San Juan de Satatotora 146 Einw.

- Kanton Curva Pucará
  - Cantapa 1541 Einw. – Callamarca 1027 Einw. – Sacacani 619 Einw. – Chuño Chuñuni 509 Einw. – Curva Pucará 190 Einw.

- Kanton Capacasi
  - Capacasi 780 Einw.

- Kanton Cúcuta
  - Cúcuta 823 Einw.